# Gymnochanda flamea
Gymnochanda flamea är en fiskart som beskrevs av Roberts, 1995. Gymnochanda flamea ingår i släktet Gymnochanda och familjen Ambassidae. Inga underarter finns listade i Catalogue of Life.